# 京都威斯汀都酒店
京都威斯汀都酒店（日语：ウェスティン都ホテル京都、The Westin Miyako Kyoto）是位於日本京都府京都市東山區粟田口華頂町1番地的一座高檔酒店。酒店由近鐵・都Hotels運營，共有266間客房。

## 历史
創業於1890年。現在的酒店本館竣工於1960年。

## 外部連結
- 京都威斯汀都酒店 （页面存档备份，存于） - 都酒店＆度假村
- 京都威斯汀酒店 - 萬豪國際集團